# Ridgeway (Iowa)
Ridgeway és una població dels Estats Units a l'estat d'Iowa. Segons el cens del 2000 tenia 293 habitants.

## Demografia
Segons el cens del 2000, Ridgeway tenia 293 habitants, 124 habitatges, i 80 famílies. La densitat de població era de 106,7 habitants/km².
Dels 124 habitatges en un 27,4% hi vivien nens de menys de 18 anys, en un 54% hi vivien parelles casades, en un 7,3% dones solteres, i en un 34,7% no eren unitats familiars. En el 29,8% dels habitatges hi vivien persones soles el 13,7% de les quals corresponia a persones de 65 anys o més que vivien soles. El nombre mitjà de persones vivint en cada habitatge era de 2,36 i el nombre mitjà de persones que vivien en cada família era de 2,91.
Per edats la població es repartia de la següent manera: un 22,5% tenia menys de 18 anys, un 13% entre 18 i 24, un 25,6% entre 25 i 44, un 19,1% de 45 a 60 i un 19,8% 65 anys o més.
L'edat mediana era de 39 anys. Per cada 100 dones de 18 o més anys hi havia 84,6 homes.
La renda mediana per habitatge era de 33.750 $ i la renda mediana per família de 42.500 $. Els homes tenien una renda mediana de 25.750 $ mentre que les dones 17.188 $. La renda per capita de la població era de 15.206 $. Entorn del 2,6% de les famílies i el 8,2% de la població estaven per davall del llindar de pobresa.

## Poblacions més properes
El següent diagrama mostra les poblacions més properes.